# Dwuścian

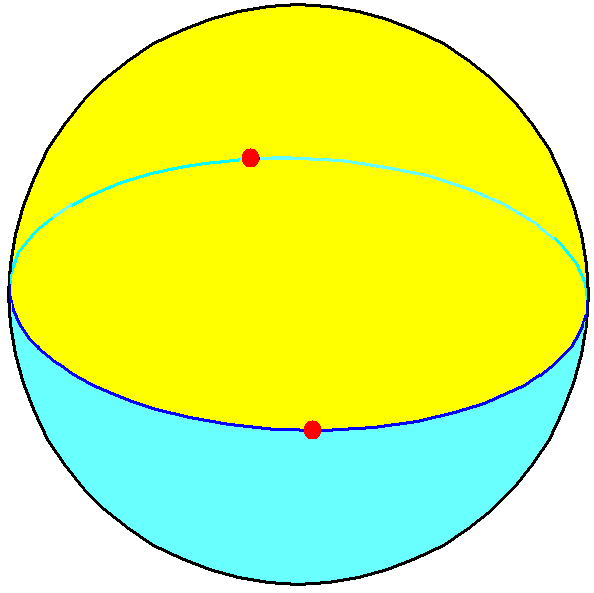
Dwuścian dwukątny na sferze, tzn. jako wielościan sferyczny.

Dwuścian – rodzaj wielościanu złożonego z dwóch ścian wielokątnych dzielących ten sam zbiór krawędzi; w trójwymiarowej przestrzeni euklidesowej jest to figura zdegenerowana, o ile przyjmuje się, że jej ściany są płaskie. W trójwymiarowej przestrzeni sferycznej o ścianach dwuścianu można myśleć jak o soczewkach (zob. przestrzeń soczewkowa). Zwykle przyjmuje się (o ile nie zaznaczono inaczej), że dwuścian jest foremny, tzn. złożony z dwóch wielokątów foremnych.
Czasami „dwuścianem” nazywa się kąt dwuścienny.